# Kevin Ahearn
Kevin Joseph Ahearn (né le 20 juin 1948 à Milton, dans l'état du Massachusetts aux États-Unis) est un joueur américain de hockey sur glace qui évoluait en position d'ailier gauche. Lors des Jeux olympiques d'hiver de 1972 à Sapporo, il remporte la médaille d'argent.

## Statistiques en carrière

### En club
| Saison    | Équipe                            | Ligue         |    | Saison régulière | Saison régulière | Saison régulière | Saison régulière | Saison régulière |   | Séries éliminatoires | Séries éliminatoires | Séries éliminatoires | Séries éliminatoires | Séries éliminatoires |
| Saison    | Équipe                            | Ligue         | PJ | B                | A                | Pts              | Pun              | PJ               | B | A                    | Pts                  | Pun                  |                      |                      |
| 1967-1968 | Eagles de Boston College          | NCAA          | 30 | 14               | 23               | 37               |                  | -                | - | -                    | -                    | -                    |                      |                      |
| 1968-1969 | Eagles de Boston College          | NCAA          | 26 | 12               | 21               | 33               | 10               | -                | - | -                    | -                    | -                    |                      |                      |
| 1969-1970 | Eagles de Boston College          | NCAA          | 26 | 19               | 36               | 55               | 4                | -                | - | -                    | -                    | -                    |                      |                      |
| 1970-1971 | États-Unis                        | International | 50 | 20               | 18               | 38               | 31               | -                | - | -                    | -                    | -                    |                      |                      |
| 1970-1971 | Voyageurs de Montréal             | LAH           | 4  | 0                | 2                | 2                | 4                | -                | - | -                    | -                    | -                    |                      |                      |
| 1971-1972 | États-Unis                        | International | 50 | 32               | 26               | 58               | 61               | -                | - | -                    | -                    | -                    |                      |                      |
| 1971-1972 | Voyageurs de la Nouvelle-Écosse   | LAH           | 7  | 1                | 1                | 2                | 0                | -                | - | -                    | -                    | -                    |                      |                      |
| 1972-1973 | Whalers de la Nouvelle-Angleterre | AMH           | 78 | 20               | 22               | 42               | 18               | 14               | 1 | 2                    | 3                    | 9                    |                      |                      |
| 1972-1973 | Barons de Jacksonville            | LAH           | 58 | 22               | 24               | 46               | 27               | -                | - | -                    | -                    | -                    |                      |                      |
| 1974-1975 | Cougars de Long Island            | NAHL          | 39 | 16               | 25               | 41               | 11               | 11               | 7 | 3                    | 10                   | 11                   |                      |                      |

### En équipe nationale
| Année | Équipe     | Événement            |    | PJ | B | A | Pts | Pun                 |  | Résultat |
| 1971  | États-Unis | Championnat du monde | 10 | 1  | 1 | 2 | 2   | 6e place de l'élite |  |          |
| 1972  | États-Unis | Jeux olympiques      | 6  | 6  | 3 | 9 | 0   | Médaille d'argent   |  |          |

## Palmarès
- 1971-1972
  -  Médaille d'argent aux Jeux olympiques de Sapporo
- 1972-1973
  - Champion du Trophée mondial Avco